# دهستان قلعه حمام
قلعه حمام ، دهستانی است از توابع بخش مرکزی شهرستان صالح‌آباد در استان خراسان رضوی.
این دهستان بر اساس سرشماری سال ۱۳۸۵ جمعیت آن (۱٬۶۶۸خانوار) ۷٬۶۸۷نفر 
بوده‌است.